# Rosie Kane
Rosie Kane (* 5. Juni 1961 in Glasgow) ist eine schottische Politikerin. Sie trat für die Scottish Socialist Alliance und die Scottish Socialist Party (SSP) bei nationalen Wahlen an.
Kane besuchte die Lourdes Secondary School in Glasgow und begann anschließend ein Studium der Sozialwissenschaften, welches sie jedoch nicht abschloss. Danach war sie in unterschiedlichen Berufen tätig, so als Wäschereiangestellte, Telefonberaterin, Jugendarbeiterin und Schwimmlehrerin. Kane war umweltpolitische Sprecherin der SSP. Mehrfach kandidierte sie für einen Sitz im Stadtrat von Glasgow, errang jedoch nie die nötige Stimmenanzahl.
Bei den Unterhauswahlen 1997 trat Kane erstmals zu nationalen Wahlen an. Sie erhielt in ihrem Wahlkreis Glasgow Rutherglen jedoch nur 251 Stimmen (0,71 %) und verpasste damit den Einzug in das Britische Unterhaus deutlich. Zu den Schottischen Parlamentswahlen 1999 kandidierte sie für die SSP im Wahlkreis Glasgow Shettleston, konnte das Direktmandat aber nicht erringen. Bei den Schottischen Parlamentswahlen 1999 errang der Labour-Politiker und Erste Minister Donald Dewar das Direktmandat des Wahlkreises Glasgow Anniesland. Am 11. Oktober 2000 verstarb er jedoch, weshalb in dem Wahlkreis am 23. November 2000 Neuwahlen stattfanden. Kane trat bei diesen Wahlen erstmals für Glasgow Anniesland an, verpasste das Direktmandat jedoch deutlich. Ein weiteres Mal kandidierte sie bei den Parlamentswahlen 2003 für Glasgow Shettleston, erhielt jedoch abermals nicht die Stimmmehrheit. Wie auch schon 1999 hatte sie jedoch hinter Tommy Sheridan den zweiten Rang auf der Regionalwahlliste der SSP für die Wahlregion Glasgow inne, was bei den Wahlen 2003 ausreichte, um als Vertreterin der Wahlregion einen Sitz im Schottischen Parlament zu erlangen. Bei den Parlamentswahlen 2007 war sie zwar auf dem ersten Rang der Regionalwahlliste gesetzt, die Partei erhielt jedoch nicht genügend Stimmen zur Entsendung eines Kandidaten, wodurch Kane ihren Parlamentssitz verlor.